# Rexík (komiks)
Rexík je název komiksu kreslíře Jaroslava Němečka a Karla Ladislava. Hlavním hrdinou je zelený ještěr, který zažívá se svými přáteli Karlíkem (Kohout) a Lojzíkem (Liška) různá dobrodružství. Pomáhají jim k tomu také vynálezy Lojzíkova bratrance Artura. Rexík se stal součástí Čtyřlístku v roce 1994. Již v prvním díle byl posledním komiksovým příběhem v sešitech čtyřlístku a tuto tradici si držel do konce roku 2009. Jako jeden z nejlepších komiksů Čtyřlístku se mu také dostává naležité pozornosti, za zmínku stojí např. Rexík v Akci (Výběr nejlepších Rexíkových příběhů), nebo jeho spojení s hlavním příběhem Čtyřlístku v jubilejním čtyřstém díle. Také stojí za zmínku, že je to po samotném Čtyřlístku nejstarší seriál v sešitě. Na konci roku 2009 byl však nahrazen komiksem Alfíno a Žužu.